# Zanskar
Zanskar is een regio in het westelijke deel van de Himalaya. Als tehsil behoort het tegenwoordig tot het Indiase district Kargil.

## Geschiedenis
Zanskar was een onafhankelijk boeddhistisch koninkrijk. Later behoorde het als onderdeel van Ladakh tot Tibet. In 1842 werd Ladakh ingenomen door het prinsendom Jammu en Kasjmir, dat in 1947 onderdeel werd van India.

## Geografie en klimaat
De regio ligt op een hoogte tussen 3.500 en 7.000 meter en heeft een oppervlakte van rond 7.000 km². Volgens de officiële volkstelling van 1971 woonden hier 6.886 mensen. In 2005 werd geschat dat het inwonertal rond 10.000 lag.
Zanskar is ongeveer zeven maanden per jaar toegankelijk. 's Winters is de bevolking grotendeels van de buitenwereld afgesneden. De regio staat in verbinding met de buitenwereld via een enkele weg over de rivier Chadar. Het vervoer over bergpaden gebeurt met pakpony's. Het locale ponyras van dit gebied is de Zaniskari.

## Galerij

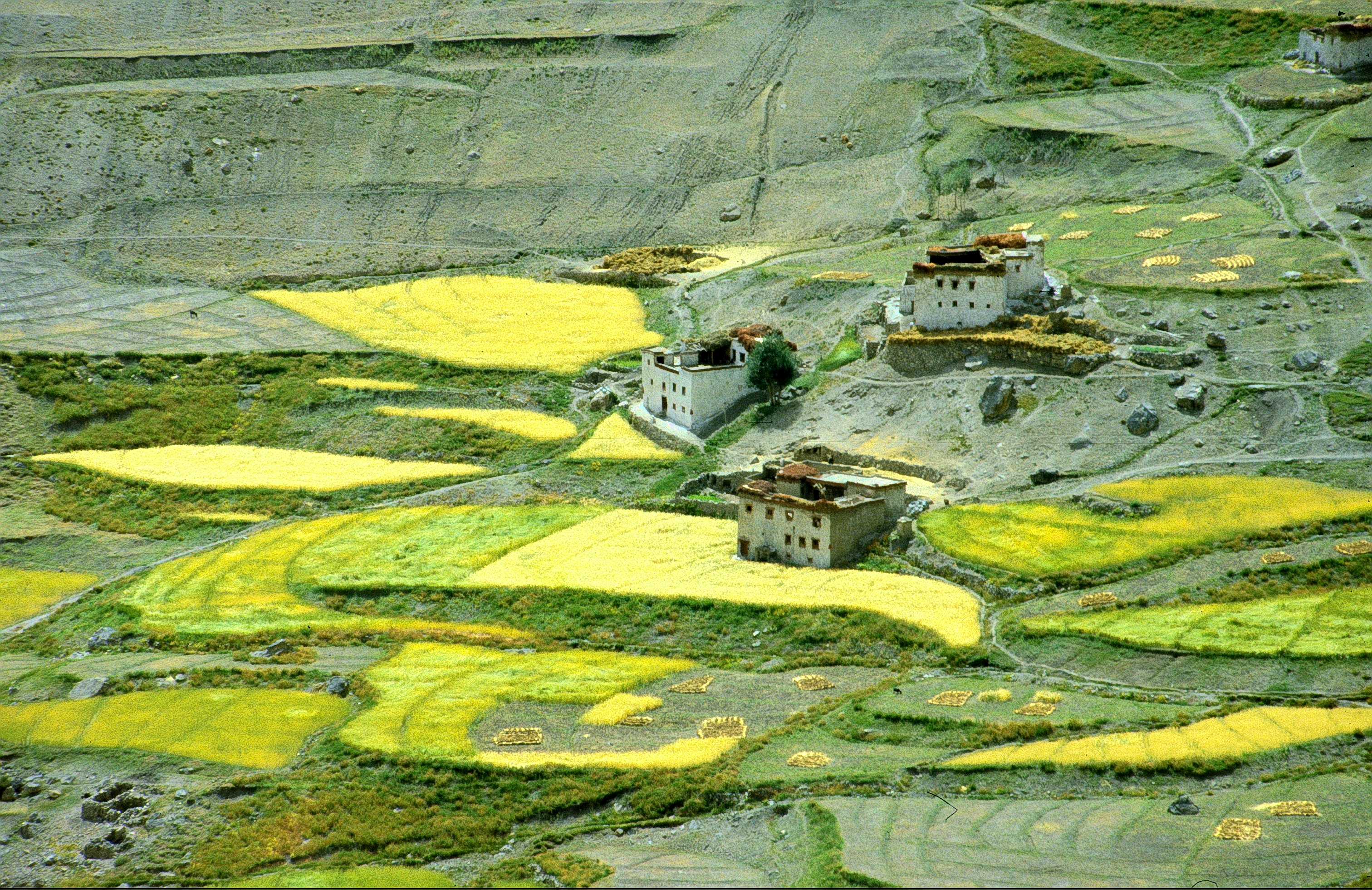
Lingshed-vallei
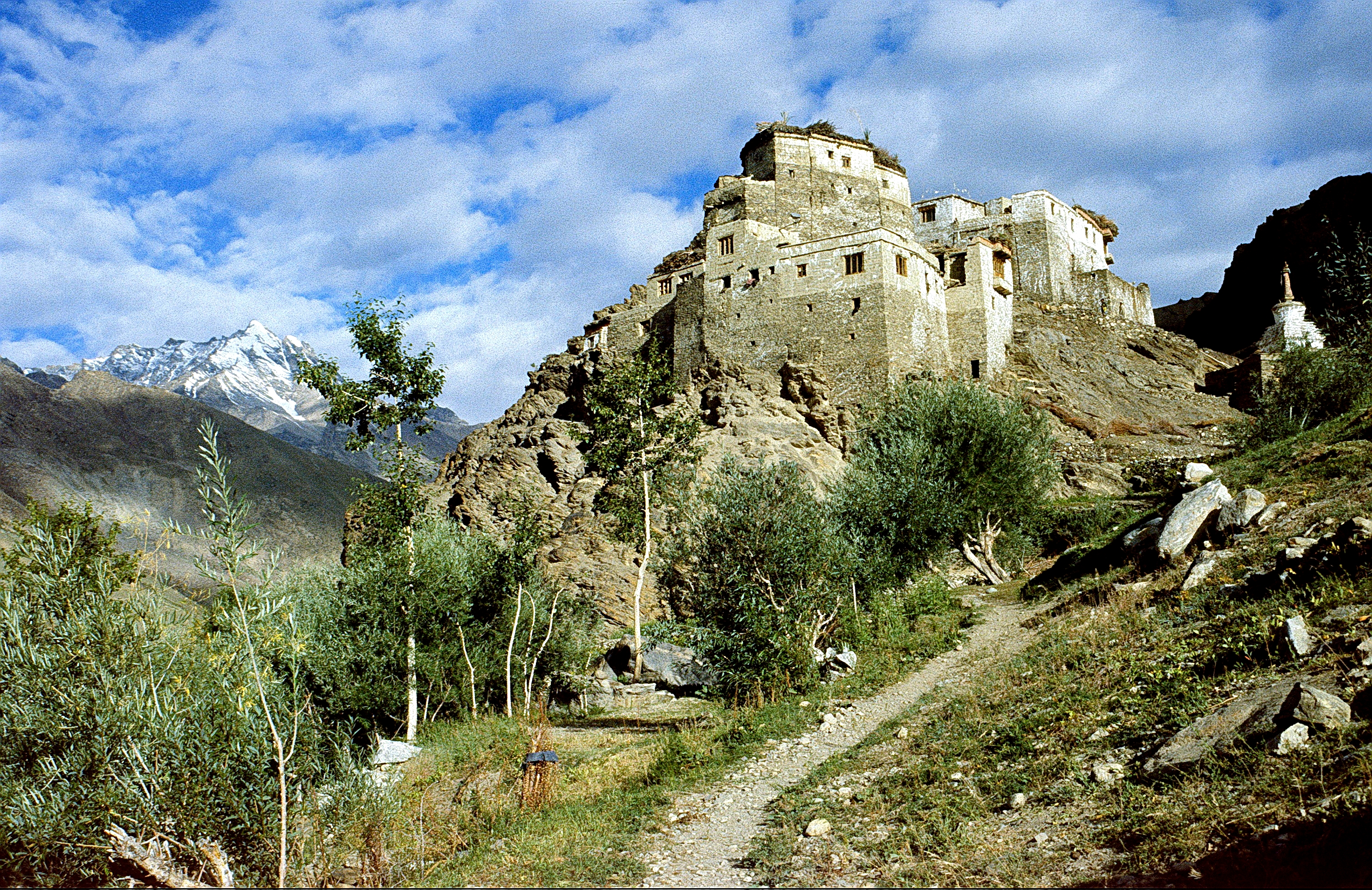
Het dorpje Itchar
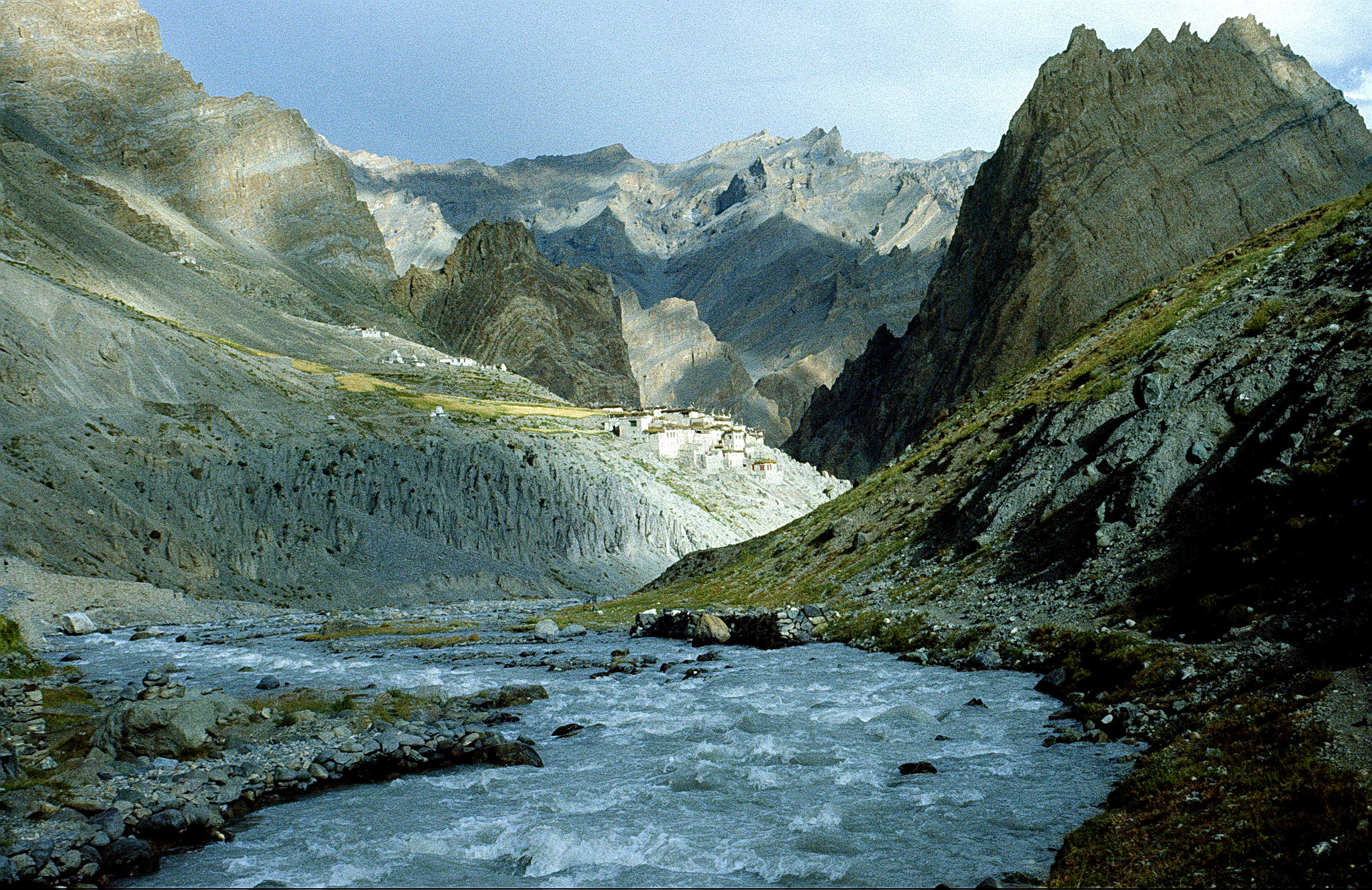
De rivier Tsarap